# GSC525-1722
GSC525-1722 — хімічно пекулярна зоря спектрального класу F0, що має видиму зоряну величину в смузі V приблизно  9,6.
Вона  розташована на відстані близько 4659,4 світлових років від Сонця.

## Пекулярний хімічний склад
Зоряна атмосфера GSC525-1722 має підвищений вміст 
Cr
.